# Hrabušice
Hrabušice este o comună slovacă, aflată în districtul Spišská Nová Ves din regiunea Košice. Localitatea se află la altitudinea de 542 m deasupra n.m., se întinde pe o suprafață de 40,9 km2 și în 2017 număra 2.521 de locuitori. Se învecinează cu comuna Vydrník.

## Istoric
Localitatea Hrabušice este atestată documentar din 1279.

## Demografie
| An:                | 1994 | 2004    | 2014   | 2024   |
| ------------------ | ---- | ------- | ------ | ------ |
| Număr de persoane: | 2018 | 2249    | 2436   | 2602   |
| Diferență:         |      | +11,44% | +8,31% | +6,81% |

| An:                | 2023 | 2024   |
| ------------------ | ---- | ------ |
| Număr de persoane: | 2585 | 2602   |
| Diferență:         |      | +0,65% |